# Das Lied von der Glocke

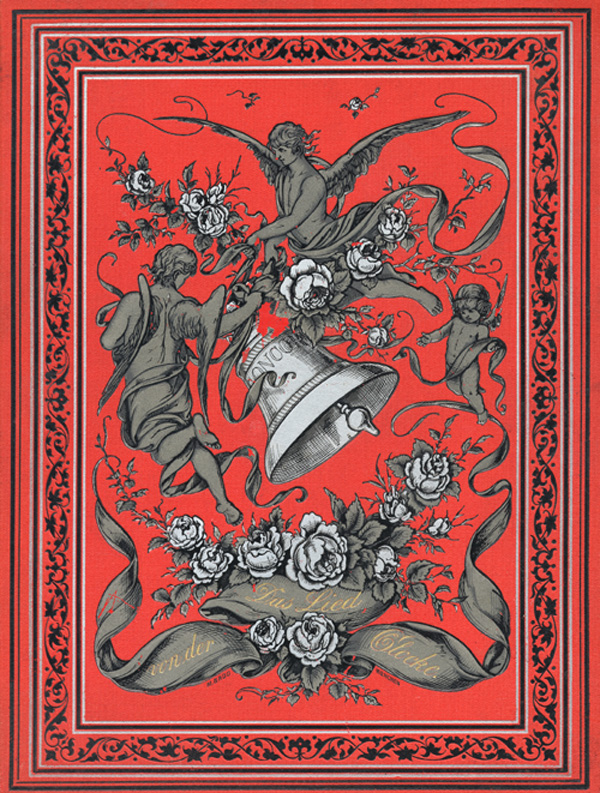
Prachteinband von Alexander von Liezen-Mayer

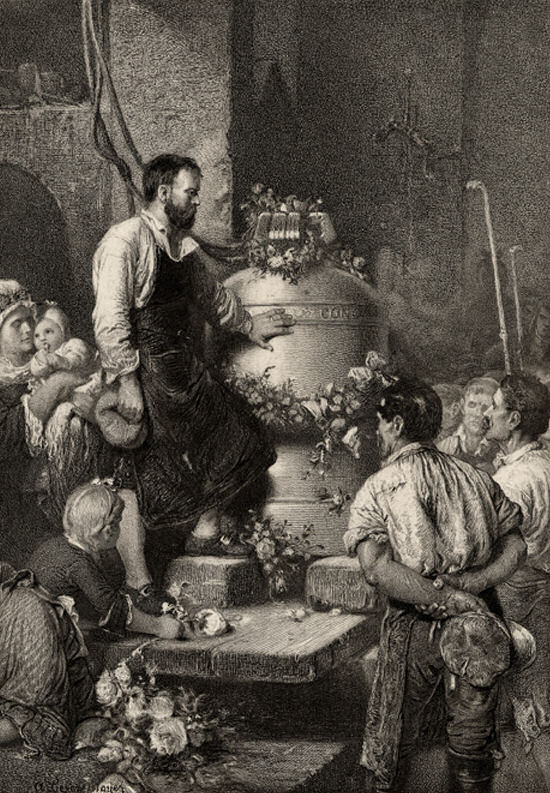
Die fertige Glocke (Illustration von Liezen-Mayer)

Das Lied von der Glocke ist ein im Jahr 1799 von Friedrich Schiller veröffentlichtes Gedicht. Es gehörte lange Zeit zum Kanon der deutschen Literatur und ist eines der bekanntesten, am meisten zitierten und parodierten deutschen Gedichte.

## Entstehung

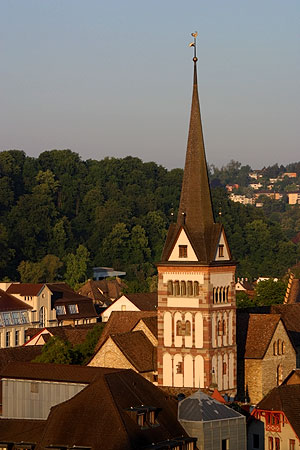
Münster in Schaffhausen

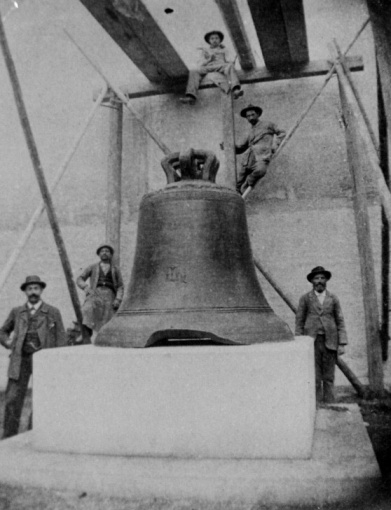
Schillerglocke in Schaffhausen

Schiller kam schon als Schüler mit dem Handwerk des Glockengießens in Kontakt, denn Georg Friderich Neubert, der Sohn des Ludwigsburger Glockengießers, war Schillers Schulkamerad auf der Lateinschule, und die Familie Schiller wohnte nur einige Häuser vom Gießhaus entfernt. Es gilt auch als sicher, dass Schiller während seines Aufenthalts in Ludwigsburg 1793/94 die Familie Neubert wieder besuchte.
Wie Schillers Schwägerin Caroline von Wolzogen berichtet, besuchte Friedrich Schiller schon 1788 mehrfach die Glockengießerei Mayer in Rudolstadt und schrieb in einem Brief an Christian Gottfried Körner „Zu einem lyrischen Gedicht habe ich einen sehr begeisternden Stoff ausgefunden, den ich mir für meine schönsten Stunden zurücklege“ (Körner). Dieses Zitat wird allgemein auf „Das Lied von der Glocke“ bezogen, doch erst 1797 scheint das Projekt konkrete Formen angenommen zu haben. Von der ersten Konzeption des Gedichts bis zur Fertigstellung vergingen mehr als zehn Jahre.
Zu Caroline von Wolzogen und Charlotte von Lengefeld sprach Schiller 1787 von einem geplanten „Glockengießerlied“ als von einer Dichtung, von der er besondere Wirkung erwarte. Nachdem Schiller Homers Odyssee und Ilias in deutschen Übertragungen wieder gelesen hatte, strebte er danach, der nationale Epiker seiner Zeit zu werden. Dieses Ideal eines Volkssängers wurde von Schiller selbst in der Rezension der Gedichte Gottfried August Bürgers in der „Allgemeinen Literatur-Zeitung“ von 1790 dahingehend präzisiert, dass „ein Künstler der wahre Volksdichter werden könne bei glücklicher Wahl des Stoffes und höchster Simplizität in Behandlung desselben“ (Bürger).
Die von Schiller selbst genannte Quelle war die 1788 in Brünn erschienene Oeconomische Encyclopädie von Johann Georg Krünitz. Hier fand Schiller die präzise beschriebenen Arbeitsabläufe und Fachbegriffe wie Schwalch, Glockenspeise oder Damm. Ebenso entnahm er diesem Werk das vorangestellte Motto: „Eine große Glocke ist auch auf dem Münster der Stadt Schaffhausen, in der Schweitz, befindlich, welche 1486 gegossen worden, und 29 Schuh im Umfange hat. […] Die Umschrift ist: Vivos voco, mortuos plango, fulgura frango“ (Krünitz, deutsch: „Die Lebenden rufe ich, die Toten beklage ich, die Blitze breche ich.“) Dass Glockengeläut Blitze vertreibt, beruht auf einem alten Volksglauben, von dem Krünitz ebenfalls berichtet.
Eine weitere Anregung zur Abfassung des Liedes war die Beschreibung des Gusses des Perseus in Benvenuto Cellinis Autobiographie, deren vorletzte Sendung der Übersetzer Goethe ihm am 1. Februar 1797 für die Zeitschrift Die Horen gesandt hatte. Jetzt entwickelte Schiller einen klaren Plan für Das Lied von der Glocke.
In einem Brief vom 7. Juli 1797 teilt er Goethe mit, er sei „jetzt an mein Glockengießerlied gegangen und studire seit gestern in Krünitz Encyklopaedie, wo ich sehr viel profitire. Dieses Gedicht liegt mir sehr am Herzen, es wird mir aber mehrere Wochen kosten, weil ich so vielerley verschiedene Stimmungen dazu brauche und eine große Masse zu verarbeiten ist“ (Schiller).
In einem Brief an Goethe vom 23. Februar 1798 schreibt Schiller, wobei er auf Goethes Aufsatz über Laokoon anspielt:
„Bei der Art, wie Sie jetzt Ihre Arbeiten treiben, haben Sie immer den schönen doppelten Gewinn, erstlich die Einsicht in den Gegenstand und dann zweitens in die Operation des Geistes, gleichsam eine Philosophie des Geschäftes, und der letzte ist fast der größere Gewinn, weil eine Kenntnis der Geisteswerkzeuge und eine deutliche Erkenntnis der Methode den Menschen schon gewissermaßen zum Herrn über alle Gegenstände macht“ (Schiller).
Das Gedicht wurde nicht rechtzeitig zum Redaktionsschluss des Musenalmanachs fertig. Schiller schreibt am 22. September 1797 an Goethe: „Mein letzter Brief hat Ihnen schon gemeldet, daß ich die Glocke liegen lassen mußte. Ich gestehe daß mir dieses, da es einmal so seyn mußte, nicht so ganz unlieb ist. Denn indem ich diesen Gegenstand noch ein Jahr mit mir herumtrage und warm halte, muß das Gedicht, welches wirklich keine kleine Aufgabe ist, erst seine wahre Reife erhalten. Auch ist dieses einmal das Balladenjahr, und das nächste hat schon ziemlich den Anschein das Liederjahr zu werden, zu welcher Klasse auch die Glocke gehört“ (Schiller).
Doch auch das Jahr 1798 verging, ohne dass Schiller sein Lied von der Glocke beendete. Erst im September 1799 nahm er das Gedicht wieder auf und schloss es rasch ab. Vermutlich waren die so genannten Meistersprüche zuerst fertig. Der ursprüngliche Name des Gedichts war „Glockengießerlied“. „Das Lied von der Glocke“ hieß es erst seit seinem Erscheinen im Musenalmanach.

## Inhalt
Schiller verbindet die kundige Darstellung eines handwerklichen Glockengusses mit allgemeiner Anschauung und Kommentierung des Menschenlebens, seiner Möglichkeiten und Gefahren.

### Form
Germanisten unterscheiden im Aufbau des Gedichts zwei Arten von Strophen:
|        | Meister- oder Arbeitsstrophen | Reflexions- oder Betrachtungsstrophen                     |
| ------ | --- | --------------------------------------------------------- |
| Anzahl | 10 | 9                                                         |
| Länge  | 8 Verse | unterschiedlich lang                                      |
| Inhalt | gesprochen vom Meister zur handwerklichen Arbeit fünf Strophen über die Vorarbeiten bis zum Beginn des Gusses fünf Strophen über die Tätigkeit nach erfolgtem Guss | Betrachtungen über das Leben weiterführende Assoziationen |
| Form   | vierfüßige Trochäen vier Verse mit gekreuzten, vier mit parallelen Reimen                                                                                          | unterschiedlich                                           |

### Motto

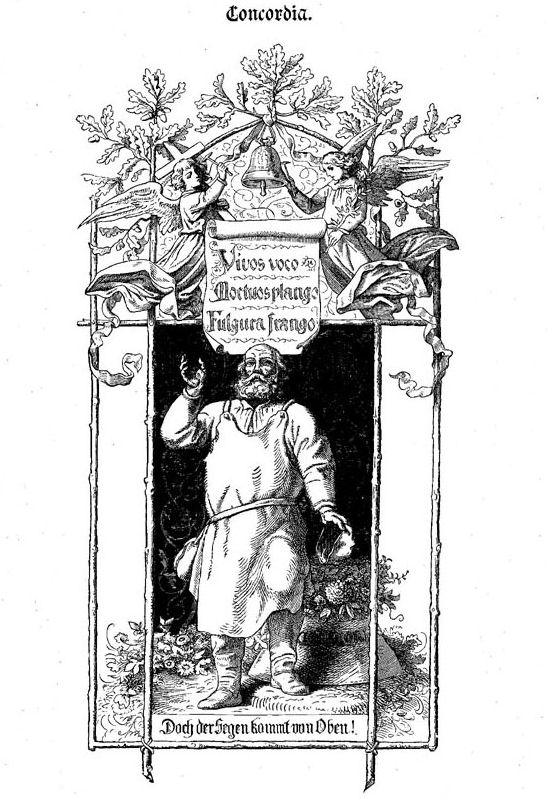
Motto (Illustration von Ludwig Richter)

Die erste, eingerückte Zeile zwischen Titel und erster Strophe ist in Latein und lautet:

“Vivos voco. Mortuos plango. Fulgura frango.”

„Die Lebenden ruf’ ich. Die Toten beklag’ ich. Die Blitze brech’ ich.“

Eine für die katholische Pfarrkirche St. Leodegar in Friedingen im Jahr 1670 gegossene Glocke erhielt die deutsch – was sehr selten war – gehaltene Abwehrformel:

„DIE LEBENDIGEN BERVFE ICH / DIE DOTEN BEKLAGE ICH / DEN DONNER BRICHE ICH / WER DAS NICHT GLAVBT DER LESE MICH.“

Drei für die Hoffnungskirche Berlin-Pankow im Jahr 1913 gegossene Glocken waren vermutlich die letzten Glocken, auf denen das oben genannte Motto angebracht wurde. Auf die drei Glocken mit den Namen „Glaube“, „Liebe“ und „Hoffnung“ wurde das Motto aufgeteilt: Glaube – vivos voco, Hoffnung – mortuos plango, Liebe – fulgura frango.

Die Glocke „Glaube“ in der Hoffnungskirche Berlin-Pankow

### Blick auf die vorbereitete Form
| Anfangsverse | Anzahl der Verse       | Strophe / Inhalt                         |
| --- | ---------------------- | ---------------------------------------- |
| Fest gemauert in der Erden Steht die Form, aus Lehm gebrannt. Heute muß die Glocke werden. Frisch, Gesellen! seyd zur Hand. Von der Stirne heiß Rinnen muß der Schweiß, Soll das Werk den Meister loben! Doch der Segen kommt von oben. | 8 Verse (Vers 1 bis 8) | 1. Strophe insgesamt (1. Arbeitsstrophe) |

Die erste Strophe deutet auf die gemachten Vorarbeiten hin, denen jetzt der eigentliche Guss folgen soll. Die Form aus Lehm befindet sich in der Dammgrube und soll nun mit dem zu schmelzenden Metall gefüllt werden. Beschrieben wird hier das sog. Mantelabhebeverfahren. Da im Verlauf dieses Verfahrens sowohl das Modell als auch die Form zerstört werden, nennt man dieses auch ein Verfahren mit verlorener Form.

### Sinngebung der Arbeit
| Anfangsverse | Anzahl der Verse         | Strophe / Inhalt                              |
| --- | ------------------------ | --------------------------------------------- |
| Zum Werke, das wir ernst bereiten, Geziemt sich wohl ein ernstes Wort; Wenn gute Reden sie begleiten, Dann fließt die Arbeit munter fort. | 12 Verse (Vers 9 bis 20) | 2. Strophe insgesamt (1. Betrachtungsstrophe) |

Die erste Betrachtungsstrophe ist als die eigentliche Einleitung des Gedichts anzusehen. Keiner, der eine Arbeit verrichtet, soll die Arbeit gedankenlos ausführen, sondern muss mit dem Herzen bei der Sache sein. Der Jambus verleiht den vier ersten Betrachtungsstrophen einen ruhigen Charakter.

### Zubereitung der Glockenspeise
| Anfangsverse | Anzahl der Verse         | Strophe / Inhalt                         |
| --- | ------------------------ | ---------------------------------------- |
| Nehmet Holz vom Fichtenstamme, Doch recht trocken laßt es seyn, Daß die eingepreßte Flamme Schlage zu dem Schwalch hinein. | 8 Verse (Vers 21 bis 28) | 3. Strophe insgesamt (2. Arbeitsstrophe) |

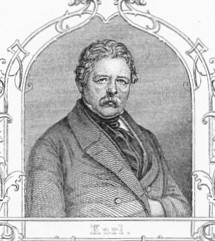
Karl von Schiller

Friedrich Schiller war über die tatsächlichen Vorgänge gut informiert. Weil das schnelle Verbrennen mit starker Flamme für die besonderen Verhältnisse im traditionell holzbeheizten Schmelzofen Vorteile hat, verbrennen Glockengießer in der Tat Fichtenholz. So tat es z. B. 1923 Heinrich Ulrich für die Petersglocke des Kölner Doms oder 2012 Rudolf Perner für vier Glocken der Döbelner St. Nicolaikirche.
Schillers ältester Sohn Karl von Schiller, der Förster war, hat die Vermutung geäußert, seinem Vater sei in der Zeile „Nehmet Holz vom Fichtenstamme …“ ein sachlicher Fehler unterlaufen:  „Mein Vater war gewiss ein großer Dichter, aber von Holz hat er nichts verstanden. Sonst hätte er in dem Lied von der Glocke nicht geschrieben ‚Nehmet Holz vom Fichtenstamme!‘, denn das ist nun einmal das schlechteste Holz!“ (Schillers Sohn). 
Fichtenholz hat einen hohen Heizwert pro Kilogramm. Es ist sehr harzig und brennt schnell ab. Es gilt in geschlossenen Kaminöfen als gute Wahl zum Anheizen und als Brandförderer, wenn Hartholz im Ofen verbrannt wird. 
Erfahrungen von offenen Kaminen oder Kaminöfen können nicht auf den Betrieb von Schmelzöfen übertragen werden. 
In dieser Strophe kommt das veraltete Fachwort „Schwalch“ vor, das man heute nur noch aus diesem Gedicht kennt. Schwalch oder Schwalg ist die Öffnung des Schmelzofens, durch die die Flamme über das Metall streicht. Wird das Schürloch geschlossen, wird die Flamme gezwungen, in den Ofen zu ziehen.
Die Gießgrube befindet sich dicht neben dem Gießofen. Im Gießofen wird zunächst das Kupfer aufgeschmolzen. Sobald dieses flüssig ist, wird das schon bei 232 Grad schmelzende Zinn hinzugegeben.

### Zeugnis vom Wechsel des Schicksals
| Anfangsverse | Anzahl der Verse          | Strophe / Inhalt                              |
| --- | ------------------------- | --------------------------------------------- |
| Was in des Dammes tiefer Grube Die Hand mit Feuers Hilfe baut, Hoch auf des Thurmes Glockenstube Da wird es von uns zeugen laut. | 12 Verse (Vers 29 bis 40) | 4. Strophe insgesamt (2. Betrachtungsstrophe) |

Die zweite Betrachtung bezeichnet das Thema des Ganzen näher. Die in der Tiefe der Dammgrube entstandene Glocke wird oben in der Glockenstube das Lob des Meisters verkünden. Sie wird viele Geschlechter überdauern und jeden Wechsel im menschlichen Leben begleiten.

### Verflüssigung des Metalls
| Anfangsverse | Anzahl der Verse         | Strophe / Inhalt                         |
| --- | ------------------------ | ---------------------------------------- |
| Weiße Blasen seh’ ich springen, Wohl! die Massen sind im Fluß. Laßt’s mit Aschensalz durchdringen, Das befördert schnell den Guß. | 8 Verse (Vers 41 bis 48) | 5. Strophe insgesamt (3. Arbeitsstrophe) |

Ist die sogenannte Glockenspeise (drei Teile Kupfer, ein Teil Zinn) in Fluss, bildet sich auf der Oberfläche ein weißlicher Schaum, in dem unreine Beimischungen abgesondert werden. Diese Schaumbildung wird durch den Zusatz von Pottasche noch beschleunigt.

### Von der Taufglocke bis zur ersten Liebe
| Anfangsverse | Anzahl der Verse          | Strophe / Inhalt                              |
| --- | ------------------------- | --------------------------------------------- |

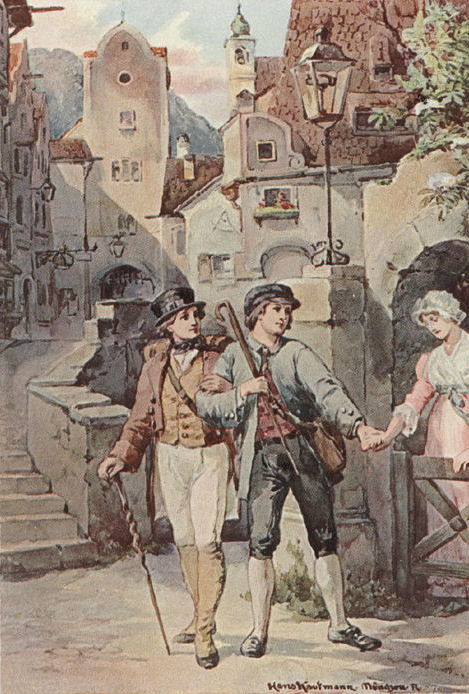
Illustration von Hans Kaufmann: „Vom Mädchen reißt sich stolz der Knabe“

| Denn mit der Freude Feyerklange Begrüßt sie das geliebte Kind Auf seines Lebens erstem Gange, Den es in Schlafes Arm beginnt; | 31 Verse (Vers 49 bis 79) | 6. Strophe insgesamt (3. Betrachtungsstrophe) |

Die dritte Betrachtung beginnt mit der Schilderung der Kindheit. Feierlich begrüßt die Glocke das Kind zur Taufe. Das Schicksal des jungen Menschen ist jedoch ungewiss. Seine Mutter wacht über seine ersten Lebensjahre. Aber dann sondert der Knabe sich von den Mädchen ab und zieht hinaus in die Welt. Bei seiner Rückkehr verliebt er sich in das herangewachsene Mädchen und erlebt die vergängliche „schöne Zeit der jungen Liebe“.

### Prüfung des Metallgemischs
| Anfangsverse | Anzahl der Verse         | Strophe / Inhalt                         |
| --- | ------------------------ | ---------------------------------------- |
| Wie sich schon die Pfeifen bräunen! Dieses Stäbchen tauch’ ich ein, Sehn wir’s überglast erscheinen Wird’s zum Gusse zeitig seyn. | 8 Verse (Vers 80 bis 87) | 7. Strophe insgesamt (4. Arbeitsstrophe) |

Am Ofen befinden sich die „Wind-Pfeifen“, Zuglöcher, die sich öffnen und verschließen lassen. Nachdem das Metall zwölf Stunden im Ofen ist, werden die Pfeifen gelb, und es ist Zeit für den Guss. Doch zuvor wird mit einem Stäbchen, das in das flüssige Metall getaucht wird, eine Probe gemacht. Erscheint das Stäbchen wie mit einer Glasur überzogen, hat sich das sprödere Kupfer mit dem weicheren Zinn vereinigt.

### Hochzeitsglocke und Rollenverteilung
| Anfangsverse | Anzahl der Verse           | Strophe / Inhalt                              |
| --- | -------------------------- | --------------------------------------------- |

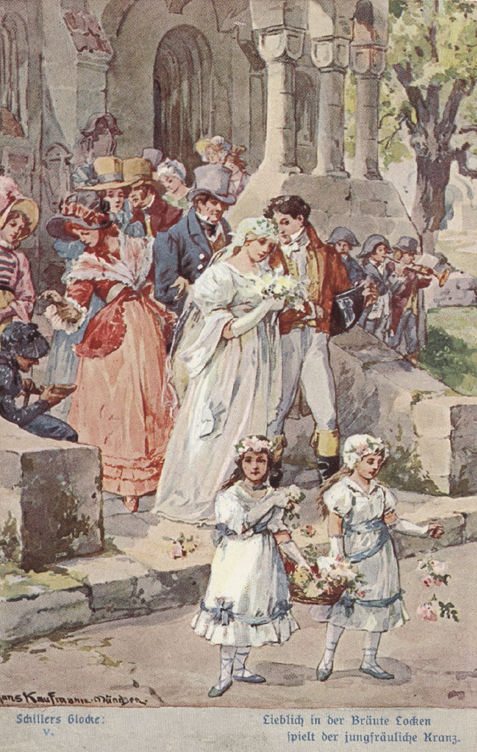
„Lieblich in der Bräute Locken“

| Denn wo das Strenge mit dem Zarten, Wo Starkes sich und Mildes paarten, Da giebt es einen guten Klang. Drum prüfe, wer sich ewig bindet, Ob sich das Herz zum Herzen findet! Der Wahn ist kurz, die Reu ist lang. | 59 Verse (Vers 88 bis 146) | 8. Strophe insgesamt (4. Betrachtungsstrophe) |

Diese Strophe schließt übergangslos an die vorhergehende Arbeitsstrophe an, die mit den folgenden Versen endet:
Ob das Spröde mit dem Weichen

Sich vereint zum guten Zeichen.
In der vierten Betrachtung lädt die Glocke zur Hochzeitsfeier ein, mit der das erste Liebesglück abschließt, um dem Familienleben Platz zu machen. Weiter heißt es in dieser Strophe, in der ein traditionelles Familienbild geschildert wird, dass der Mann „hinaus ins feindliche Leben“ müsse, während drinnen im Haus „die züchtige Hausfrau“ walte.

### Beginn des Gusses
| Anfangsverse | Anzahl der Verse           | Strophe / Inhalt                         |
| --- | -------------------------- | ---------------------------------------- |
| Wohl! Nun kann der Guß beginnen, Schön gezacket ist der Bruch. Doch, bevor wir’s lassen rinnen, Betet einen frommen Spruch! | 8 Verse (Vers 147 bis 154) | 9. Strophe insgesamt (5. Arbeitsstrophe) |

Vor Beginn des Gusses wird nach einem kleinen Gebet eine kleine Menge Metall in die Höhlung eines warmen Steins gegossen. Ist es abgekühlt, wird es durchgebrochen. An der Größe der Zacken der Bruchfläche lässt sich ablesen, ob der Schmelzprozess als beendet angesehen werden kann – sind die Zacken zu klein, muss Kupfer, sind die Zacken zu groß, muss Zinn hinzugesetzt werden.
Um das Metall in die Form zu lassen, wird nun der kegelförmige Zapfen nach innen gestoßen. Aus dem waagrechten Zapfenloch schießt der Metallstrahl bogenförmig zunächst in eine Rinne und dann in die Glockenform.

### Feuerglocke
| Anfangsverse | Anzahl der Verse            | Strophe / Inhalt                               |
| --- | --------------------------- | ---------------------------------------------- |

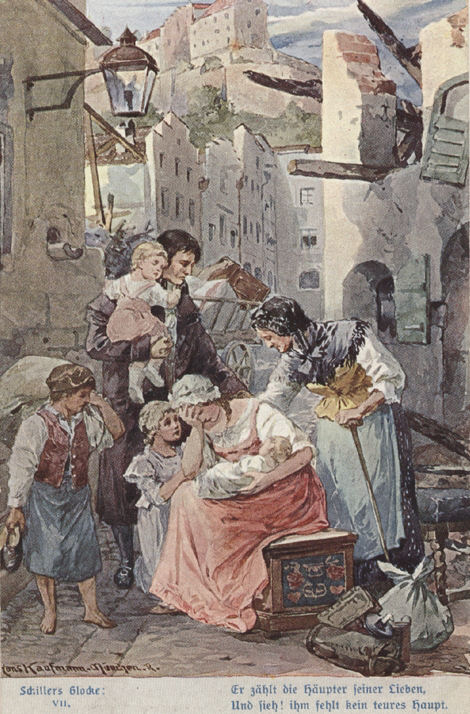
Illustration von Hans Kaufmann: „Er zählt die Häupter seiner Lieben“

| Wohlthätig ist des Feuers Macht, Wenn sie der Mensch bezähmt, bewacht, Und was er bildet, was er schafft, Das dankt er dieser Himmelskraft; | 72 Verse (Vers 155 bis 226) | 10. Strophe insgesamt (5. Betrachtungsstrophe) |

In der fünften Betrachtung wird gezeigt, wie unbeständig das Glück ist. Ausgehend von dem Feuer, das die Glockenmasse zum Schmelzen bringt, schildert Schiller hier auch die zerstörerische Macht des Feuers in sehr lebhaften Reihungen: „Balken krachen, Pfosten stürzen, Fenster klirren, Kinder jammern, Mütter irren“ und „Alles rennet, rettet, flüchtet“.
Nachdem sein Haus abgebrannt ist, steht der Familienvater vor den rauchenden Ruinen seines Anwesens und hat lediglich einen Trost, dass seine Familie vollständig ist:
Ein süßer Trost ist ihm geblieben,

Er zählt die Häupter seiner Lieben

Und sieh! ihm fehlt kein theures Haupt.

### Füllung der Glockenform
| Anfangsverse | Anzahl der Verse           | Strophe / Inhalt                          |
| --- | -------------------------- | ----------------------------------------- |
| In die Erd’ ist’s aufgenommen, Glücklich ist die Form gefüllt, Wird’s auch schön zu Tage kommen, Daß es Fleiß und Kunst vergilt? | 8 Verse (Vers 227 bis 234) | 11. Strophe insgesamt (6. Arbeitsstrophe) |

Die Form ist gefüllt. Jetzt gilt es abzuwarten, ob die Arbeit gelungen ist. Der Meister kann sich deshalb seines Werkes noch nicht freuen, denn er weiß nicht, ob der Guss auch wirklich gelungen ist.

### Grabgeläute beim Tod der Frau
| Anfangsverse | Anzahl der Verse            | Strophe / Inhalt                               |
| --- | --------------------------- | ---------------------------------------------- |

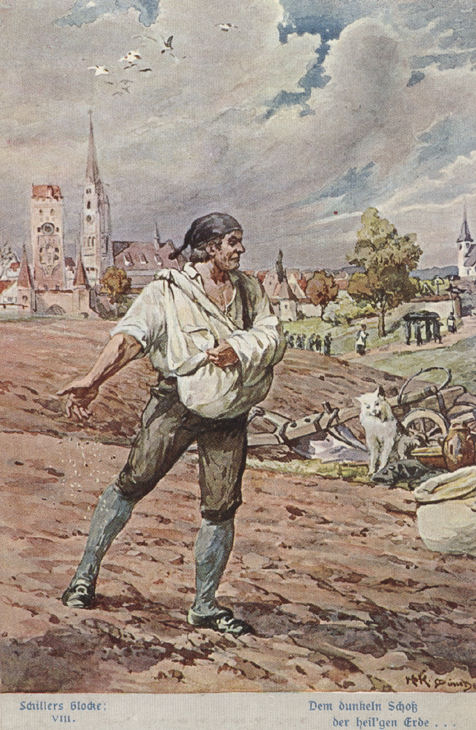
Hans Kaufmann: „Dem dunkeln Schoß der heilgen Erde“

| Dem dunkeln Schooß der heil’gen Erde Vertrauen wir der Hände That, Vertraut der Sämann seine Saat Und hofft, daß sie entkeimen werde Zum Segen, nach des Himmels Rath. | 31 Verse (Vers 235 bis 265) | 12. Strophe insgesamt (6. Betrachtungsstrophe) |

So wie der Meister den Guss der Erde anvertraut, so vertraut der Bauer die Saat der Erde an und so werden die Toten in der Erde bestattet, damit sie im Jenseits auferstehen können.
Die Glocke hat jetzt auch eine ernste Bestimmung und läutet zum letzten Geleit:
Ach! die Gattin ist’s, die Theure,

Ach! es ist die treue Mutter,

Die der schwarze Fürst der Schatten

Wegführt aus dem Arm des Gatten,

Aus der zarten Kinder Schaar …
Die drei wechselnden Vokale o, e und a in den Versen „Von dem Dome / Schwer und bang / Tönt die Glocke / Grabgesang“ ahmen die verschiedenen Klänge der Glocken nach und sollen eine Stimmung von Ernst und Trauer hervorrufen.
In Goethes Epilog zu Schillers Glocke wird das Motiv der Totenglocke wieder aufgenommen und auf Schillers eigenen Tod angewandt:
Da hör ich schreckhaft mitternächtges Läuten,

Das dumpf und schwer die Trauertöne schwellt.

Ists möglich? Soll es unsern Freund bedeuten,

An den sich jeder Wunsch geklammert hält?

Den Lebenswürdgen soll der Tod erbeuten?

Ach! wie verwirrt solch ein Verlust die Welt!

Ach! was zerstört ein solcher Riß den Seinen!

Nun weint die Welt, und sollten wir nicht weinen?

### Abkühlen der Glocke
| Anfangsverse | Anzahl der Verse           | Strophe / Inhalt                          |
| --- | -------------------------- | ----------------------------------------- |
| Bis die Glocke sich verkühlet Laßt die strenge Arbeit ruhn, Wie im Laub der Vogel spielet, Mag sich jeder gütlich thun. | 8 Verse (Vers 266 bis 273) | 13. Strophe insgesamt (7. Arbeitsstrophe) |

Nach der schweren Arbeit tritt Ruhe ein, während das Metall – bei großen Glocken mehrere Wochen lang – auskühlt. Die Arbeiter genießen die Pause, während der Meister den nächsten Arbeitsschritt vorbereitet:
Hört der Pursch die Vesper schlagen,

Meister muß sich immer plagen.

### Friedlicher Feierabend
| Anfangsverse                                                                                 | Anzahl der Verse            | Strophe / Inhalt                               |
| -------------------------------------------------------------------------------------------- | --------------------------- | ---------------------------------------------- |
| Munter fördert seine Schritte Fern im wilden Forst der Wandrer Nach der lieben Heimathhütte. | 60 Verse (Vers 274 bis 333) | 14. Strophe insgesamt (7. Betrachtungsstrophe) |

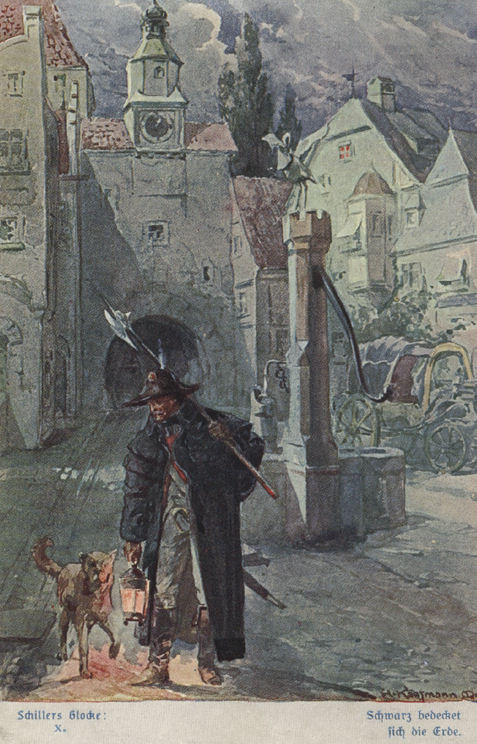
„Schwarz bedecket sich die Erde“

In dieser Strophe wird der friedliche Herbstabend in einem Landstädtchen geschildert. Ein Wanderer kehrt durch den Wald in seine Behausung zurück. Gleichzeitig werden Schaf- und Rinderherden in ihre Ställe zurückgetrieben. Ein hochbeladener Erntewagen fährt zum Tor herein, Knechte und Mägde begeben sich zum Erntetanz. Es wird langsam dunkel und das Stadttor wird geschlossen. Die Dunkelheit ängstigt den braven Bürger nicht, er kann den Schlaf des Gerechten schlafen, denn der Nachtwächter, „das Auge des Gesetzes“, patrouilliert durch die Straßen. Diese „heilige Ordnung“ hat aber nur Bestand, solange Friede herrscht.
Anregung zu dieser Schilderung des Lebens in einem Landstädtchen fand Schiller 1793 bei einem Besuche der Reichsstadt Heilbronn. Die geordnete Freiheit dieses Gemeinwesens bot ihm, der das deutsche Volk bisher nur aus Residenzen, fürstlichen Landstädten und Dörfern kannte, Einblick in das Leben einer von Fürstenherrschaft unberührten Reichsstadt mit städtischer Ordnung und bürgerlicher Freiheit.
Diese Strophe schildert das idyllische Leben der braven Bürger:
Schwarz bedecket

Sich die Erde,

Doch den sichern Bürger schrecket

Nicht die Nacht …
Die Bösen aber müssen vor der Nacht Angst haben, „[d]enn das Auge des Gesetzes wacht.“ Weiter wird hier auch ein Loblied der Arbeit gesungen:
Arbeit ist des Bürgers Zierde,

Segen ist der Mühe Preis,

Ehrt den König, seine Würde,

Ehret uns der Hände Fleiß.
Gerade in der Ruhe des Feierabends stellen sich die Segnungen der Gesellschaft am besten dar.

### Zerschlagen
| Anfangsverse | Anzahl der Verse           | Strophe / Inhalt                          |
| --- | -------------------------- | ----------------------------------------- |
| Nun zerbrecht mir das Gebäude, Seine Absicht hat’s erfüllt, Daß sich Herz und Auge weide An dem wohlgelungnen Bild. | 8 Verse (Vers 334 bis 341) | 15. Strophe insgesamt (8. Arbeitsstrophe) |

Nach erfolgter Abkühlung beginnt die Ablösung des Glockenmantels aus gebranntem Lehm, der nun mit einem Hammer zerschlagen wird. In Anspielung an die Auferstehung heißt es: „Wenn die Glock’ soll auferstehen / Muß die Form in Stücken gehen.“

### Sturmglocke und Umsturz
| Anfangsverse | Anzahl der Verse            | Strophe / Inhalt                               |
| --- | --------------------------- | ---------------------------------------------- |
| Der Meister kann die Form zerbrechen Mit weiser Hand, zur rechten Zeit, Doch wehe, wenn in Flammenbächen Das glühnde Erz sich selbst befreyt! | 40 Verse (Vers 342 bis 381) | 16. Strophe insgesamt (8. Betrachtungsstrophe) |

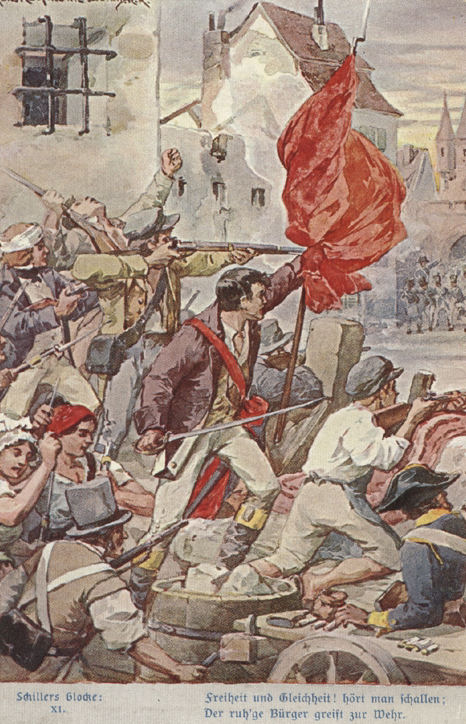
Illustration von Hans Kaufmann zum Thema Französische Revolution

Aber auch das gesellige Glück ruht nicht auf unerschütterlichen Stützen.
Schiller thematisiert hier die Französische Revolution von 1789 und kritisiert die unmenschlichen jakobinischen Exzesse, denn „[d]a werden Weiber zu Hyänen / Und treiben mit Entsetzen Scherz“. Schiller zeigt hier ein sehr pessimistisches Menschenbild:
Gefährlich ist’s den Leu zu wecken,

Verderblich ist des Tigers Zahn,

Jedoch der schrecklichste der Schrecken

Das ist der Mensch in seinem Wahn.

### Fertige Glocke
| Anfangsverse | Anzahl der Verse           | Strophe / Inhalt                          |
| --- | -------------------------- | ----------------------------------------- |

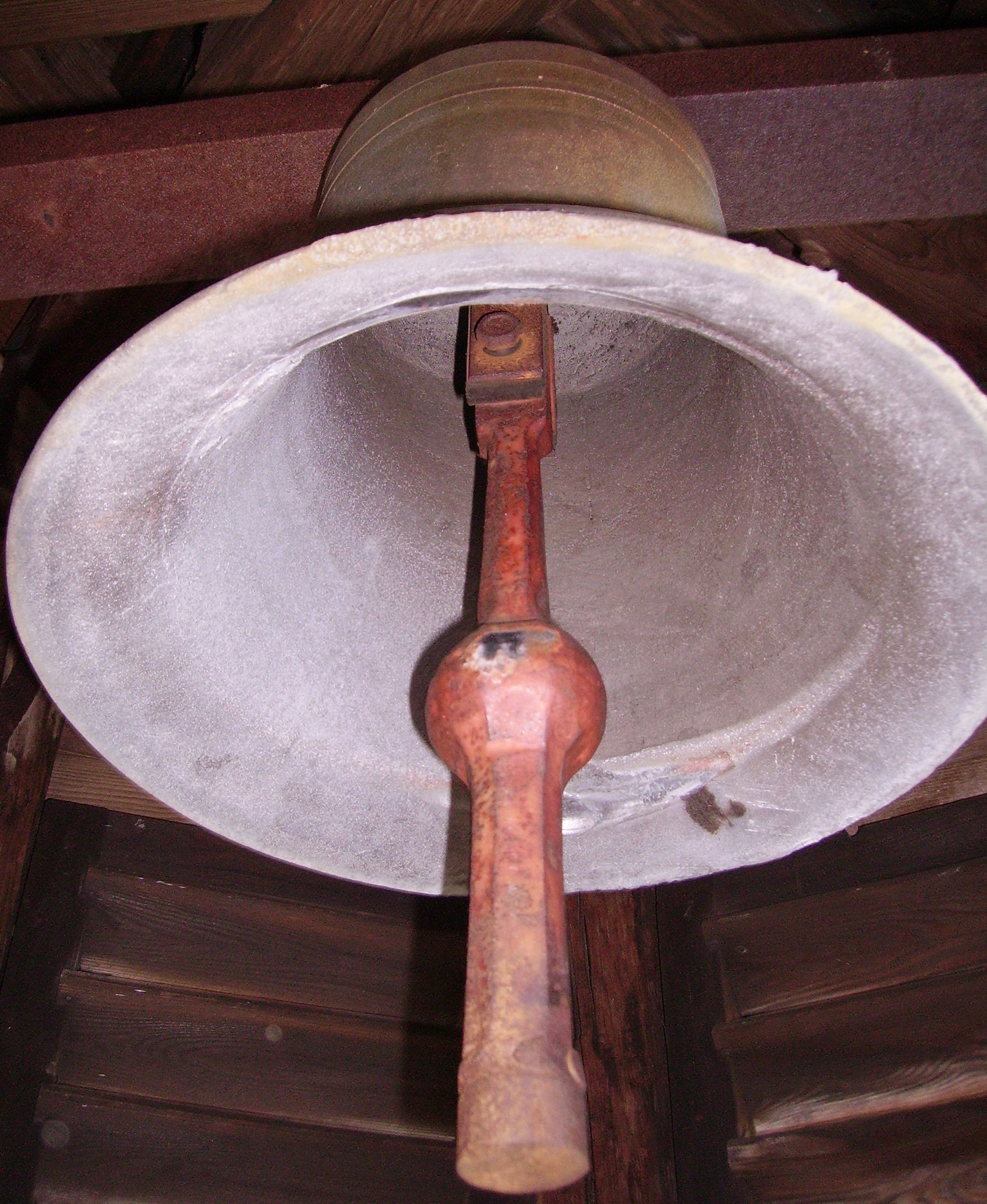
Klöppel

| Freude hat mir Gott gegeben! Sehet! wie ein goldner Stern Aus der Hülse, blank und eben, Schält sich der metallne Kern. | 8 Verse (Vers 382 bis 389) | 17. Strophe insgesamt (9. Arbeitsstrophe) |

Jetzt kommt die Glocke nach und nach zum Vorschein, und die Zuschauer können die Wappen an ihrer Außenfläche bewundern. Den fehlenden Klöppel mahnte schon August Wilhelm Schlegel an, und auch andere Autoren haben sich dazu geäußert.

### Glockentaufe
| Anfangsverse | Anzahl der Verse            | Strophe / Inhalt                               |
| --- | --------------------------- | ---------------------------------------------- |
| Herein! herein! Gesellen alle, schließt den Reihen, Daß wir die Glocke taufend weihen, Concordia soll ihr Name sein, | 28 Verse (Vers 390 bis 417) | 18. Strophe insgesamt (9. Betrachtungsstrophe) |

Der Meister ruft die Gesellen zusammen, um die Glocke zu taufen. Concordia soll sie heißen, zur Eintracht soll sie rufen (Concordia ist das lateinische Wort für Eintracht). Mit diesem Namen wird die bleibende Bestimmung der Glocke bezeichnet. Ihre Klänge sollen nur ewigen und ernsten Dingen geweiht sein.

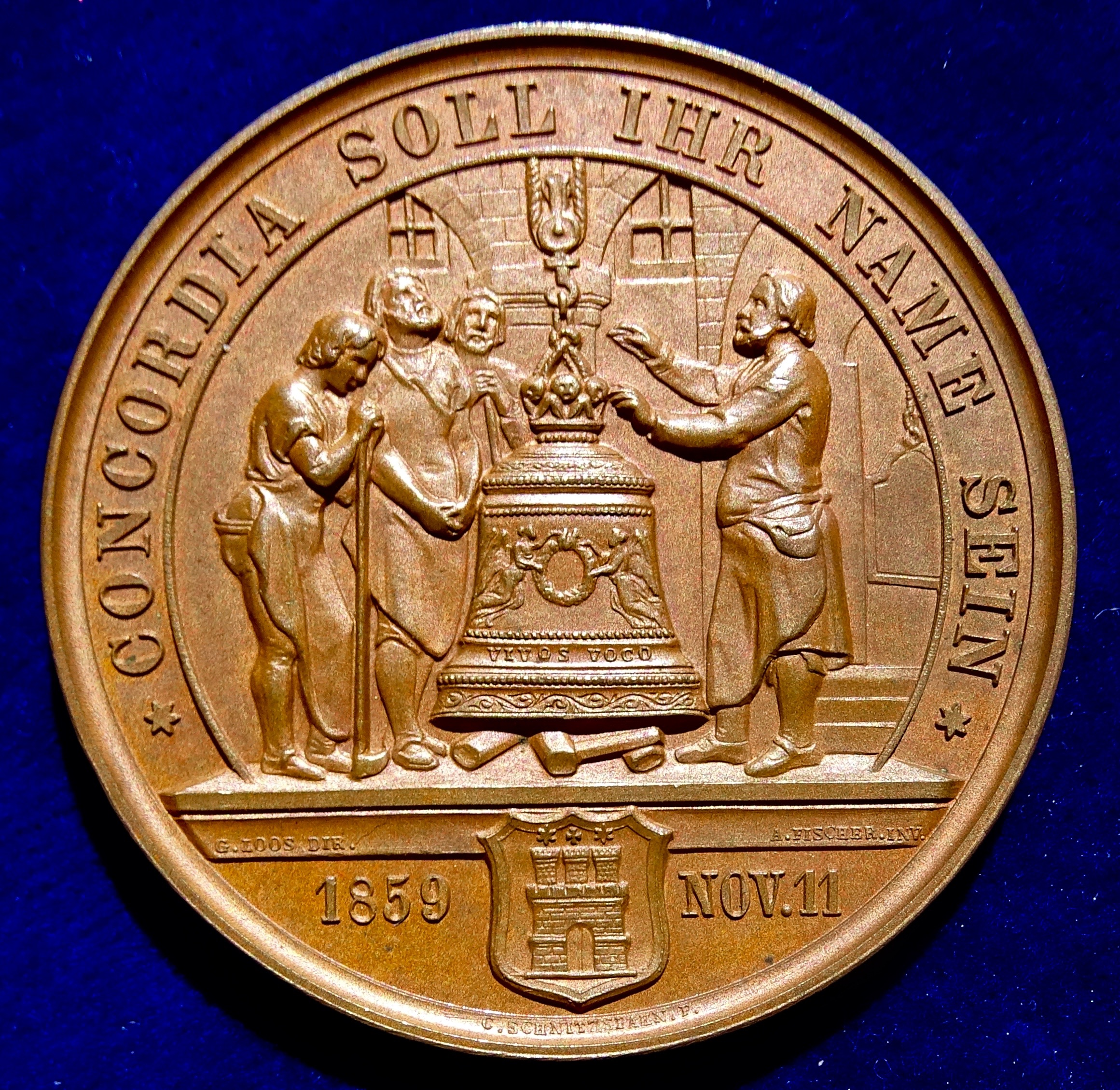
Die Taufe der Glocke auf einer Hamburger Medaille von August Fischer und Christian Schnitzspahn zu Schillers 100. Geburtstag 1859.

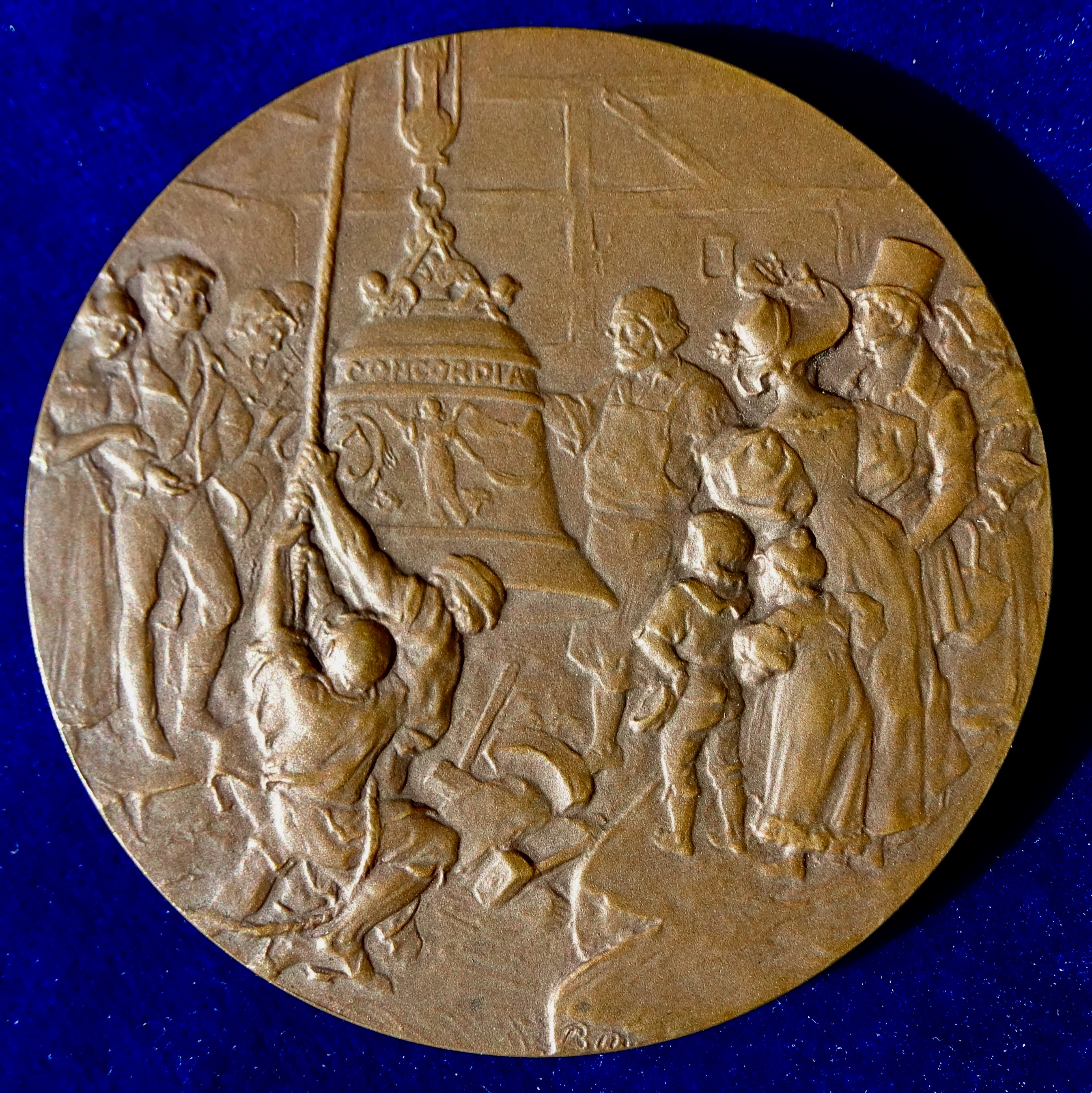
Die Rückseite der Medaille von Prof. Rudolf Mayer für das Schillerjahr 1905 zeigt die Taufe der Concordia

### Emporziehen der Glocke
| Anfangsverse | Anzahl der Verse           | Strophe / Inhalt                           |
| --- | -------------------------- | ------------------------------------------ |
| Jetzo mit der Kraft des Stranges Wiegt die Glock mir aus der Gruft, Daß sie in das Reich des Klanges Steige, in die Himmelsluft! | 8 Verse (Vers 418 bis 425) | 19. Strophe insgesamt (10. Arbeitsstrophe) |

Der Meister befiehlt, die Glocke aus der Grube herauszuziehen. Nun wird sie emporgezogen, um ihrer eigentlichen Bestimmung zu dienen. Er ermuntert seine Gesellen: „Ziehet, ziehet, hebt! / Sie bewegt sich, schwebt.“ Und das „Lied von der Glocke“ schließt mit den Worten:
Freude dieser Stadt bedeute,

Friede sei ihr erst Geläute.
Diese beiden Verse stellt Goethe seinem Epilog zu Schillers Glocke aus dem Jahr 1815 voran, der mit den Worten beginnt:
Und so geschahs! Dem friedenreichen Klange

Bewegte sich das Land, und segenbar

Ein frisches Glück erschien: im Hochgesange

Begrüßten wir das junge Fürstenpaar;

## Rezeption

### Erste Reaktionen
Die ersten Reaktionen auf Das Lied von der Glocke waren durchweg positiv. Wilhelm von Humboldt lobte es folgendermaßen:
„Das Lied von der Glocke hat mir Sie sehr lebhaft wieder vor die Augen gestellt. Es ist eine sehr eigne und eine äußerst genievolle Production. Einzelne Stellen haben mich tief gerührt“ (Humboldt).
Wilhelm Heinrich von Gleichen-Rußwurm, ein Verwandter Schillers in Rudolstadt, schrieb: „Das Lied der Glocke hat uns zu Tränen gerührt“ (Gleichen-Russwurm). Die literarische Welt hatte sich also ihr Urteil bereits gebildet, bevor die öffentliche Kritik einsetzte.

### Lob
1830 stellte Caroline von Wolzogen fest, dass Das Lied von der Glocke „ein Lieblingsgedicht der Deutschen“ sei:
„Jeder findet rührende Lebenstöne darin, und das allgemeine Schicksal der Menschen geht innig ans Herz“ (Wolzogen).
Sie traf damit genau das Erfolgsrezept des Gedichts, denn es ist gerade jene Allgemeinheit, die jeden im Gedicht das Seine finden lässt.
Wilhelm von Humboldt schrieb 1830: „In keiner Sprache ist mir ein Gedicht bekannt, das in einem so kleinen Umfang einen so weiten poetischen Kreis eröffnet, die Tonleiter aller tiefsten menschlichen Empfindungen durchgeht und auf ganz lyrische Weise das Leben mit seinen wichtigsten Ereignissen und Epochen wie ein durch natürliche Grenzen umschlossenes Epos zeigt“ (Humboldt).
Auf der feierlichen Sitzung der königlichen Akademie der Wissenschaften zum Schillerjahr 1859 lobte Jacob Grimm das „unvergleichliche Gedicht, dem andere Völker von weitem nichts an die Seite zu stellen haben“, und stilisiert es zum nationalen Symbol der Einheit.
Thomas Manns Laudatio Versuch über Schiller auf den Dichter Des Lieds von der Glocke setzt ein mit einer niederdrückenden Beschreibung der Beisetzung im Mai 1805 auf dem Jacobsfriedhof in Weimar und endet mit einer eindringlichen Klage. Die rohe, raffgierige Menschheit, durch zwei Weltkriege überhaupt nicht klug geworden, rüstet im Kalten Krieg auf – mit der Wasserstoffbombe. Der Essay ist nicht nur ein Danklied an den toten Dichter. Er enthält auch Polemik gegen die frechen Romantiker, die Schillers Pathos verlachten. Tieck wird mehrfach genannt. Goethes Verlautbarung dazu, vom Olymp herab gewettert: „Ich nehme mir die Freiheit, Schiller für einen Dichter, und für einen großen zu halten!“ (Goethe).
Deutsche Emigranten in Moskau stifteten 1859 Schillers Heimatstadt Marbach am Neckar die große Schillerglocke Concordia im Turm der Alexanderkirche.

### Kritik

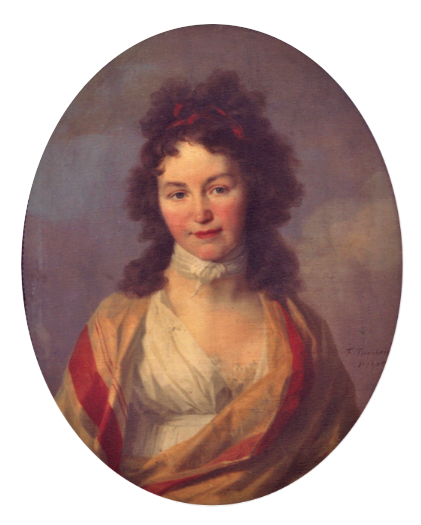
Caroline Schlegel (1798)

Trotz aller Begeisterung für Schillers längstes Gedicht war schon zu Beginn auch die Anzahl der negativen Stimmen nicht gering. Stellvertretend dafür soll ein Zitat von Caroline Schlegel aus dem Jahr 1799 angeführt werden, in dem es heißt: „Über ein Gedicht von Schiller, das Lied von der Glocke, sind wir gestern Mittag fast von den Stühlen gefallen vor Lachen, es ist à la Voss, à la Tieck, à la Teufel, wenigstens um des Teufels zu werden“ (Caroline Schlegel).
August Wilhelm Schlegel beanstandet die Schwatzhaftigkeit von Schillers Lied, in dem von allem und jedem die Rede sei. 
Friedrich Schlegel dichtete:
Ach wie gefällt die „Glocke“ dem Volk und „die Würde der Frauen“!

Weil im Takt da klingt alles, was sittlich und platt.
Mit diesen Worten kritisiert Schlegel allerdings nicht nur Schiller, sondern auch dessen Publikum.
Bertolt Brecht schrieb in seinem 1951 erschienenen, aber bereits 1938 geschriebenen Poem Über Schillers Gedicht „Die Glocke“, bei dem er den neuen Blick auf alte Texte praktiziert:
Ich les, daß Feuer eine Wohltat ist

Solang der Mensch es zähmet und bewacht

Daß es ihn aber, ungezügelt, frißt.

Ich frage mich: an was hat der gedacht?

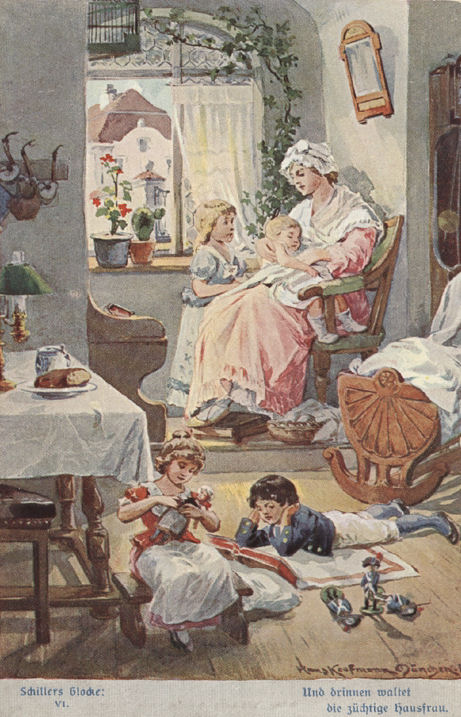
Die „züchtige Hausfrau“

Als Hans Magnus Enzensberger 1966 für den Insel-Verlag eine Auswahl von Schillers Gedichten herausbrachte, bemängelten Literaturkritiker bald, dass Enzensberger eine Reihe der bekanntesten Balladen und Gedichte Schillers ohne jede Begründung weggelassen habe, darunter auch „Das Lied von der Glocke“. Der Kritiker Marcel Reich-Ranicki schrieb daraufhin in der Zeit vom 9. September 1966:

„‚Die Glocke‘ oder ‚die Bürgschaft‘, Dichtungen also, aus denen das deutsche Bürgertum seine Lebensmaximen anderthalb Jahrhunderte lang zu beziehen gewohnt war, haben es – wie immer man diese Verse beurteilen mag – auf jeden Fall verdient, dem zweiten oder, meinetwegen, dem hundertsten Blick ausgesetzt zu werden. Ein Herausgeber, der diese und ähnliche Balladen kurzerhand entfernt, macht sich, befürchte ich, seine Aufgabe zu leicht: Statt das überkommene Schiller-Bild zu korrigieren, ignoriert er es. Statt zu revidieren, liquidiert er.“

Enzensberger sah sich daraufhin genötigt, eine Begründung für seine Auswahl nachzureichen, und publizierte in der Zeit am 28. Oktober 1966 seinen Essay Festgemauert aber entbehrlich, in dem er ausführte: „Daß der Vorgang des Glockengusses über sich selbst hinausweist, geht aus dem Text dieser zehn Strophen ohne weiteres hervor. Ein frühindustrielles Verfahren wird hier in Bezug gesetzt zu der Arbeit des Künstlers; der Autor sieht im Glockenguß ein poetologisches Gleichnis.“
Enzensberger bedauert, dass sich Schiller nicht auf die Beschreibung des Arbeitsablaufs beschränkt habe und es für nötig hielt, den Arbeitsablauf zu kommentieren. Damit macht er für Enzensberger einfach zu viele Worte: „Einem schlechten Gedicht ist, so wenig wie einer schlechten Glocke, mit ‚guten Reden‘ aufzuhelfen; ein gutes Werk kann ihrer entraten.“ Am meisten aber kritisiert Enzensberger Schillers plakative Sprache: „Das Versagen des Autors verrät sich übrigens auf das schlagendste an seiner Sprache. Ein Blick auf die Adjektive, mit denen er seine Niemandsfiguren schmückt, genügt. Das Kind ist ‚geliebt‘, der Knabe ‚stolze‘, die Jungfrau ‚züchtig‘, die Hausfrau dito, die Gattin ‚teuer‘, die Mutter ‚treu‘, der Bürger ‚ruhig‘. Alle weiteren Bestimmungen scheinen geradezu darauf angelegt, jeder Bestimmung aus dem Wege zu gehen.“ Enzensberger stört es, dass die beiden Teile des Gedichts (Arbeitsstrophen und Betrachtungsstrophen) nicht zueinander passen. „Zwischen dem eigentlichen Glockengießerlied und jenem Teil des Gedichts, den ich ‚Kommentar‘ nenne, zeigt sich, formal und substantiell, ein extremes Niveaugefälle. Auf der einen Seite äußerste Ökonomie, auf der anderen uferlose Sprüche; feste rhythmische Form, lustlose Reimerei; strikte Kenntnis der Sache, unverbindliche Ideologie; verschwiegene Einsicht, plakatierte Trivialität; Größe in der Beschränkung, aufgehäufter Plunder. An der Unvereinbarkeit des einen mit dem andern scheitert das Gedicht.“
In der Frankfurter Allgemeinen Zeitung schreibt Wulf Segebrecht am 25./26. Mai 1967 unter der Überschrift „Insel-Glocke“: „Schillers Lied von der Glocke und seine bekanntesten Balladen sind wieder im Gespräch. Nicht etwa, daß man sie, mehr als sonst, läse. Im Gegenteil. Weil man sie, jedenfalls im ‚Insel-Schiller‘ nicht mehr zu lesen bekommt, spricht man über sie“ (Segebrecht).
Wolfgang Hildesheimer griff in seinem 1985 erschienenem Essay Gedanken zu einem Gedicht Loriots die Kritik von Caroline Schlegel und ihren Freunden an Schillers Gedicht auf und stellte dem konservativen Frauenbild Schillers von der „züchtigen Hausfrau“ satirisch die aktiv handelnde Förstersfrau im Gedicht Advent von Loriot gegenüber.

### Inszenierungen
Goethe schrieb kurz nach Schillers Tod einen Epilog zum Lied von der Glocke, um ihn als Schluss einer Gedächtnisfeier im Lauchstädter Theater von der Schauspielerin Amalie Becker vortragen zu lassen. Nach den drei letzten Akten von Maria Stuart wurde Das Lied von der Glocke mit verteilten Rollen deklamiert. Über diese Veranstaltung hieß es im Septemberheft der Zeitschrift Journal des Luxus und der Moden: „Die Bühne stellte die Werkstätte des Glockengießers vor, mit allen Apparaten und Maschinen. [...] Die phantasiereichen Reflexionen wurden abwechselnd von den Gesellen und neun phantastisch gekleideten Damen, welche ab- und zugingen, gesprochen. Der Zapfen wurde ausgestoßen, und das Metall floß nach rechter Weise; vorher aber wurde ein frommer Spruch gebetet, welchen eine Harmonie von Blasinstrumenten begleitete. [...] Die Form war glücklich gefüllt, und jeder that sich im Hintergrund gütlich, von einer heitern Musik accompagniret. Als am Ende das Gebäude zerbrochen wurde, und die Glocke wirklich auferstund, eilte man herbei, sie mit Blumen zu schmücken und mit Guirlanden zu binden, und nachdem sie eine bestimmte Höhe erreicht hatte, trat Madame Becker (welche uns zuvor als Maria Stuart entzückte) unter die Glocke, von da aufs Proscenium und sprach den von Goethe verfaßten Epilog. [...] Nach den letzten Worten der Rednerin ertönte eine kurze (man behauptet, von Zelter komponirte) Trauermusik, bei deren letzten Takten der Vorhang langsam niederrollte.“ Goethe soll während einer Probe Amalie Becker mit Tränen in den Augen beim Arm ergriffen und zu ihr gesagt haben: „Ich kann, ich kann den Menschen nicht vergessen.“
Weitere Aufführungen der Glocke fanden im 19. Jahrhundert besonders an Schulen statt. In Hamburg wurde die Glocke zum Schillerjahr 1859 in sogenannten „Lebenden Bildern“ von Bürgern dargestellt.
Am Wiener Burgtheater wurde die Glocke mit der Musik von Peter Joseph von Lindpaintner ebenfalls in der Form „Lebender Bilder“ zur Aufführung gebracht. Im Vordergrund der Bühne befand sich die Glockengießerwerkstatt, während im Hintergrund von den Mitgliedern des Ensembles nacheinander sieben „Lebende Bilder“ dargestellt wurden: erste Begegnung, Hochzeit, Häusliches Glück, Feuersbrunst, Begräbnis, Erntefest und Kirchgang. Als sprechende Personen traten der Meister, die Meisterin und der Altgeselle auf. Diese Inszenierung wurde bis zum Jahr 1882 insgesamt 63-mal wiederholt.

### Bestandteil des deutschen Bildungskanons
Schiller wurde im 19. Jahrhundert nicht nur von Gymnasialprofessoren, sondern auch von Handwerkern und Arbeitern als Initiator der nationalen Einheit gelesen und verehrt.
Das Lied war bis etwa 1950 im Gymnasium unumgänglich und ein universales deutsches Bildungsgut. Herman Bang schrieb 1886 in Wien über einen Hofschauspieler, der Die Glocke rezitierte: „Hr. von Pöllnitz var den eneste i Salen, som ikke var ganske sikker i ‚die Glocke‘.“ (deutsch: „Hr. von Pöllnitz war der einzige im Saal, der sich des Gedichts ‚Die Glocke‘ nicht ganz sicher war.“)
Der Dichter Paul Celan schrieb 1954 in einem Brief an Hans Bender: „Im Zusammenhang mit der Frage nach dem Warum meines Dichtens habe ich mich auf meine erste Begegnung mit der Poesie zu besinnen versucht: ich war sechs Jahre alt und konnte ‚Das Lied von der Glocke‘ ‚aufsagen‘ … Wer weiss, ob nicht der Eindruck, den das auf meine Zuhörer machte, alles Weitere ausgelöst hat …“

### Brechts LanggedichtDie Erziehung der Hirse
Noch Bertolt Brecht hat sein Langgedicht Die Erziehung der Hirse als entsprechenden Glocke-Ersatz für die DDR verfasst und sich dabei an Schillers Vorlage orientiert. Sein Gedicht endet mit den folgenden Versen:
Und zum letzten Horizonte reich’ das Feld!

Ähren soll die Erde tragen.

Friedlich, fröhlich sei die Welt!

Tod den Faschisten!

Jätet das Unkraut aus!

### Geflügelte Worte aus der „Glocke“
Von kritischen Stimmen wurde die Glocke als eine „Zitatgrube“ à la Büchmann betrachtet. Georg Büchmann führt in seiner Zitatensammlung Geflügelte Worte eine große Anzahl von Versen aus dem Lied von der Glocke auf, die auch heute noch zum deutschen Bildungsgut gehören und zitiert werden, ohne dass man sich immer bewusst ist, woher das jeweilige Zitat stammt. Büchmann sammelte rund vierzig Sentenzen „für das Stammbuch deutscher Bildungsphilister“.
Viele Formulierungen des Gedichts sind längst in den „Sprachgebrauch auch derer übergegangen, die von Schiller nichts wissen oder nichts mehr wissen wollen“:
- „Da werden Weiber zu Hyänen“
- „Denn das Auge des Gesetzes wacht“
- „Der Mann muss hinaus ins feindliche Leben“
- „Die Jahre fliehen pfeilgeschwind“
- „Doch der Segen kommt von oben“
- „Es schwelgt das Herz in Seligkeit“
- „Gefährlich ist’s, den Leu zu wecken“
- „O zarte Sehnsucht, süßes Hoffen, der ersten Liebe goldne Zeit“
- „Von der Stirne heiß rinnen muß der Schweiß“
- „Wehe, wenn sie losgelassen!“
- „Wo rohe Kräfte sinnlos walten“
- „Drinnen waltet die züchtige Hausfrau“
- „Er zählt die Häupter seiner Lieben“
  - Die Häupter meiner Lieben ist auch der Titel eines Romans von Ingrid Noll und der gleichnamigen Verfilmung aus dem Jahre 1999.
- „Errötend folgt er ihren Spuren“
- „Ob das Spröde mit dem Weichen sich vereint zum guten Zeichen“
- „Drum prüfe, wer sich ewig bindet, ob sich das Herz zum Herzen findet“
- „Der Wahn ist kurz, die Reu’ ist lang“
- „Doch mit des Geschickes Mächten ist kein ew’ger Bund zu flechten“
- „Ach! Die Gattin ist’s, die teure“

### Übersetzungen
Schillers Lied von der Glocke wurde in viele Sprachen übersetzt. Schon 1877 konnten Übersetzungen ins Französische, Norwegische, Englische, Italienische, Lettische, Ungarische, Hebräische, Tschechische, Dänische, Polnische, Russische, Spanische, Schwedische, Slowenische, Niederländische, Wendische, Rumänische nachgewiesen werden. Übertragungen in deutsche Mundarten wurden dabei gar nicht mitgezählt.
Lateinisch
Besonders hervorzuheben ist hier die Übersetzung ins Lateinische, denn aus ihr spricht der Geist des 19. Jahrhunderts, das sich dem Gedicht mit der humanistischen Bildung nähert und versucht, ihm gerecht zu werden:
Formam coctilem in solo

Rite tenent lateres.

Hodie Campanam volo!

Praesto este, juvenes!

  Sudor calidus

  Fluat frontibus,

Ut auctorem ars commendet:

At a Deo salus pendet.
Englisch, Französisch, Finnisch
Eine von mehreren englischen Übersetzungen stammt von Marianna Wertz. Die französische Übersetzung des Schriftstellers Gérard de Nerval hat eher die Form von Prosa, während die finnische Übersetzung gereimt ist.
| Englisch: „Song of the Bell“ | Französisch „La Chanson de la Cloche“ | Finnisch: „Kello-laulu“ |
| --- | --- | --- |
| Walled up in the earth so steady Burned from clay, the mould doth stand. This day must the Bell be ready! Fresh, O workmen, be at hand! From the heated brow Sweat must freely flow, That the work may praise the Master, Though the blessing comes from higher. | Le moule d’argile s’est affermi dans la terre qui l’environne : aujourd’hui, la cloche doit naître. Compagnons, vite au travail ! Que la sueur baigne vos fronts brûlants ! L’œuvre honorera l’ouvrier, si la bénédiction d’en haut l’accompagne. | Syvään muurattu on maahan kellonkaava torvineen. Valutyöhön joutukaahan! Joka mies nyt paikalleen! Toimeen hikipäin kaikki käsikkäin: Tulos palkitsevi vaivas, siunauksen suokoon taivas! |

### Parodien
Weit über 100 Parodien der Glocke lassen sich nachweisen. Die Worte Schillers (und ihre Bekanntheit) waren stets Parodievorlagen, weil sie als bekannt vorausgesetzt werden konnten. Die Parodien des 19. Jahrhunderts zeugen nicht unbedingt von einer kritischen Einstellung gegenüber dem Original, sondern eher von Bewunderung. Die meisten Autoren, die das Lied nachahmten, stellten also durchaus nicht dessen Qualität in Frage, sondern bedienten sich dieses allseits bekannten Liedes für eigene Zwecke. Die meisten Parodien bewahrten und bewahren bei Austausch des Inhalts die formale Struktur des Schiller’schen Gedichtes und entsprechen damit einem traditionellen, vom frühen 19. Jahrhundert vertretenen Parodiebegriff. Die Parodie eröffnet in diesem Sinn die Möglichkeit, auch Gebrauchsgegenstände oder -abläufe einzubeziehen.
Wohltätig ist des Kaffees Macht

Wird mit Verstande er bedacht,

Der Heiterkeit und gutem Witz

Bereitet er im Herzen Sitz.
Im Schillerjahr 1905 nimmt ein „Secundus“ „[d]es deutschen Spießers Schillerfeier“ aufs Korn, indem er sich an Formulierungen aus dem Lied von der Glocke anlehnt:
Holt den Rock mir aus dem Schranke,

Wohlgebürstet muß er sein,

Denn ich geh zur Schillerfeier,

Und das Publikum ist fein.
Im Ersten Weltkrieg wurde das Gedicht für die Kriegspropaganda genutzt. So dichtete ein S. H. Cramer:
Fest gemauert in der Erden

Steht die Front in West und Ost,

Und zu Trümmern sieht man werden

Alles, wo der Sturm getost.
Bekannt ist eine komische Verkürzung, mit der das von Generationen in der Schule auswendig gelernte Gedicht auf vier Zeilen verdichtet wird. Dabei werden zugleich auch alle Regeln des Parodierens ignoriert. Obwohl der anonyme Verfasser des auch Schiller für Eilige genannten Textes Inhalte des Schiller-Textes durchaus beibehielt, ist es durch die gewählte äußere Form offenbar vermieden worden: 
Loch in Erde,

Bronze rin.

Glocke fertig,

bim, bim, bim.
In einer 1849 gedruckten österreichischen Glocke-Parodie Die Kanone wird die Auffassung vertreten, dass, wo die großen Worte versagen, Kanonen sprechen müssen:
Nehmet Holz vom Stamm der Eiche,

Grober Klotz will groben Keil,

Spart für fein’ren Guß das Weiche,

Uns’re Rüstung fordert Eil.

Wohlthätig ist des Mundes Macht,

Wenn sein Besitzer ihn bewacht,

Denn was er redet, was er spricht,

Oft ist’s was Kluges, oft auch nicht.
| Original | Parodie |
| --- | --- |
| Ein süßer Trost ist ihm geblieben, Er zählt die Häupter seiner Lieben Und sieh! ihm fehlt kein theures Haupt. | Er zählt die Häupter seiner Lieben Und sieh! es sind statt sechse, sieben. Er zählt sie nochmal mit Bedacht, Und sieh! es sind statt sieben, acht. |

| Original                                                         | Parodie                                                           |
| ---------------------------------------------------------------- | ----------------------------------------------------------------- |
| Und drinnen waltet die züchtige Hausfrau, die Mutter der Kinder. | Und drinnen züchtigt die waltende Hausfrau. Sie hat keine Rinder. |

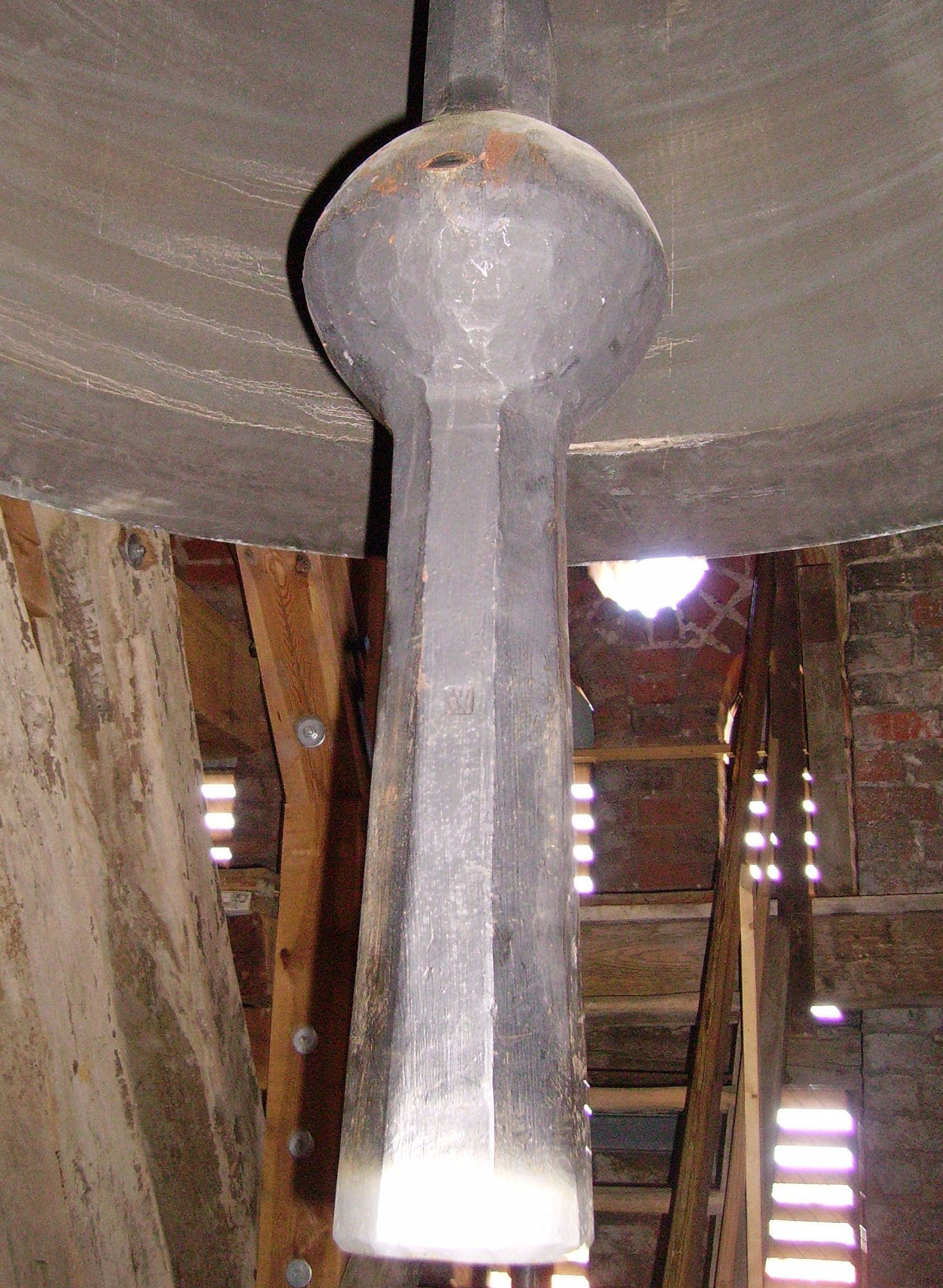
Klöppel

Der Schriftsteller Eduard Boas stellt seinem Lied vom Glockenklöppel aus dem Jahr 1866 Schlegels Kritik eines Küsters bezüglich des fehlenden Klöppels als Motto voran und reimt:
Meister! hab’ mich lang’ bezwungen,

Aber nun vernehmt mein Wort:

Eure Arbeit ist mißlungen,

Denn die hohe Glocke dort

Hänget starr entseelt,

Weil der Klang ihr fehlt.

Künftig seid nicht so vermessen!

Seht! der Klöpfel ist vergessen.
Der polnisch-deutsche Satiriker Alexander Moszkowski schrieb über Schillers Versäumnis, den Klöppel der Glocke zu erwähnen, ein Gedicht mit dem Titel Was Schiller vergessen hat (Das Lied vom Glockenklöppel):
| Als er kam zu dieser Stelle: „Friede sei ihr erst’ Geläut’“ Äußerte der Altgeselle: Meister, Ihr seid zu zerstreut! Fertig, glaubtet Ihr, Wär’ die Glocke hier, Und da habt Ihr unterdessen Ja den Klöppel ganz vergessen! Denn wo das Strenge mit dem Zarten, Wo Starkes sich und Mildes paarten, Da gibt es einen guten Klang; Drum prüfe, eh’ die Zeit dahin ist, Ob in der Glock’ ein Klöppel drin ist, Sonst weiß man deinem Werk nicht Dank. Gefährlich ist’s, den Leu zu wecken, Verderblich ist des Nashorns Stoß, jedoch der schrecklichste der Schrecken, Das ist die Glocke, klöppellos, Und wo man hinbringt eine Glocke, Die inkomplett, da naht, o Graus, Der Auftraggeber mit dem Stocke Und ruft empört: „Der Mann muß ’raus!“ | Denn was das Messer ohne Stiel ist, Und was die Bühne ohne Spiel ist, Und was der Ofen ohne Kohle, Und was der Stiefel ohne Sohle, Und was der Globus ohne Ax’ is, Und was der Thurn ist ohne Taxis, Und was Akustik ohne Schall is, Und was die Schweiz ist ohne Wallis, Und was die Zarin ohne Zar is, Und was Helene ohne Paris, Und was der Haushahn ohne Henn’ is, Und was der Lawn ist ohne Tennis, Und was der Walfisch ohne Thran is, Und was der Piscis ohne Panis, Und was das Hemd ist ohne Knöppel — Das ist die Glocke ohne Klöppel! Drum aus Eisen laßt uns machen Einen Kloppstock, lang und schwer, Daß er tönend möge krachen, Wenn er baumelt hin und her. So, jetzt ist er da, Grüßt ihn mit Hurra! Seid des höchsten Lobs gewärtig, Denn jetzt ist die Glocke fertig! |

Alexander Moszkowski erlaubte sich noch einen weiteren Scherz mit der Glocke, indem er eine „entzweigegangene Glocke“ präsentierte, in der Schillers Verse als angebliches „Resultat eines Unglücks in der Druckerei, durch welches Zeilen, Worte und Buchstaben im Satz durcheinandergerathen sind“, in veränderter Reihenfolge erscheinen:
Vom Mädchen reißt sich stolz der Knabe,

Er stürmt ins Fremde liebeleer,

Durchmisst die Welt am Wanderstabe

Und zieht als Würgerband’ umher.

Und herrlich in der Jugend Prangen

Wie ein Gebild, den Leu zu wecken,

Sieht er sie steh’n mit zücht’gen Wangen,

Das ist der schrecklichste der Schrecken!

Da faßt ein namenloses Sehnen

Das Weib wird Hyäne!

Der Mann muß hinaus

Nach dem Grab seiner Habe,

Muß schaffen und pflanzen,

Mit Schnittern zu tanzen.
Der Komiker Heinz Erhardt schrieb einen kurzen Text zur Entstehung des Liedes von der Glocke, wonach Schiller in seinem Drang zum Schreiben die Unterstützung Goethes fand, der ihm mit seinem Gänsekiel aushalf. Nach zwei Stunden forderte Goethe sein Schreibutensil zurück („Denken Sie doch an all die lieben Schulkinderchen, die Ihre Glocke dermaleinst vielleicht werden auswendig lernen müssen!“) und verhinderte damit, dass Schiller auch noch den Klöppel beschreiben konnte.
Auch aktuell lädt Schillers Glocke nach wie vor zu Parodien ein: Um 2015 wurde folgender Auszug in einem Internetportal gefunden.
| Original | Parodie |
| --- | --- |
| In die Erd ist’s aufgenommen, Glücklich ist die Form gefüllt, Wird’s auch schön zutage kommen, Daß es Fleiß und Kunst vergilt? Wenn der Guß mißlang? Wenn die Form zersprang? Ach! vielleicht indem wir hoffen, Hat uns Unheil schon getroffen. | In das Blech ist’s aufgenommen, Glücklich ist die Form gefüllt. Wird’s auch schön zutage kommen, Dass es Fleiß und Kunst vergilt? Wenn der Kuchen misslang? Wenn der Ofen zersprang? Ach! Vielleicht indem wir hoffen Hat uns Unheil schon getroffen. |

## Vertonungen
- Andreas Romberg: Das Lied von der Glocke op. 25. 1808. Romberg war ein Kollege Beethovens aus der Kurkölnischen Hofkapelle in Bonn (1790–92). Beethoven vertonte Schillers Ode An die Freude.
- Carl Haslinger: Das Lied von der Glocke 1866.
- Max Bruch: Das Lied von der Glocke op. 45. Bruchs Werk wird die vertonte „Bibel des Kleinbürgers“ genannt.
- Vincent d’Indy: Chant de la Cloche. Freie Bearbeitung des Grundtextes.
- Johannes Brahms: Dem dunkeln Schoß der heilgen Erde (Teil Grabgeläute), WoO 20, ca. 1860er, Erstveröffentlichung 1927[18]

## Verfilmung
Franz Hofer lehnte sein Stummfilmmelodram aus dem Jahre 1917 mit dem Titel Die Glocke an Schillers Gedicht an.